# FGF23
FGF23 (англ. Fibroblast growth factor 23) – білок, який кодується однойменним геном, розташованим у людей на короткому плечі 12-ї хромосоми. Довжина поліпептидного ланцюга білка становить 251 амінокислот, а молекулярна маса — 27 954.
| 10         |  | 20         |  | 30         |  | 40         |  | 50         |
| ---------- |  | ---------- |  | ---------- |  | ---------- |  | ---------- |
| MLGARLRLWV |  | CALCSVCSMS |  | VLRAYPNASP |  | LLGSSWGGLI |  | HLYTATARNS |
| YHLQIHKNGH |  | VDGAPHQTIY |  | SALMIRSEDA |  | GFVVITGVMS |  | RRYLCMDFRG |
| NIFGSHYFDP |  | ENCRFQHQTL |  | ENGYDVYHSP |  | QYHFLVSLGR |  | AKRAFLPGMN |
| PPPYSQFLSR |  | RNEIPLIHFN |  | TPIPRRHTRS |  | AEDDSERDPL |  | NVLKPRARMT |
| PAPASCSQEL |  | PSAEDNSPMA |  | SDPLGVVRGG |  | RVNTHAGGTG |  | PEGCRPFAKF |
| I          |  |            |  |            |  |            |  |            |

A: Аланін

C: Цистеїн

D: Аспарагінова кислота

E: Глутамінова кислота

F: Фенілаланін

G: Гліцин

H: Гістидин

I: Ізолейцин

K: Лізин

L: Лейцин

M: Метіонін

N: Аспарагін

P: Пролін

Q: Глутамін

R: Аргінін

S: Серин

T: Треонін

V: Валін

W: Триптофан

Кодований геном білок за функцією належить до факторів росту. 
Задіяний у такому біологічному процесі, як диференціація клітин. 
Секретований назовні.